# マイセン (陶磁器)

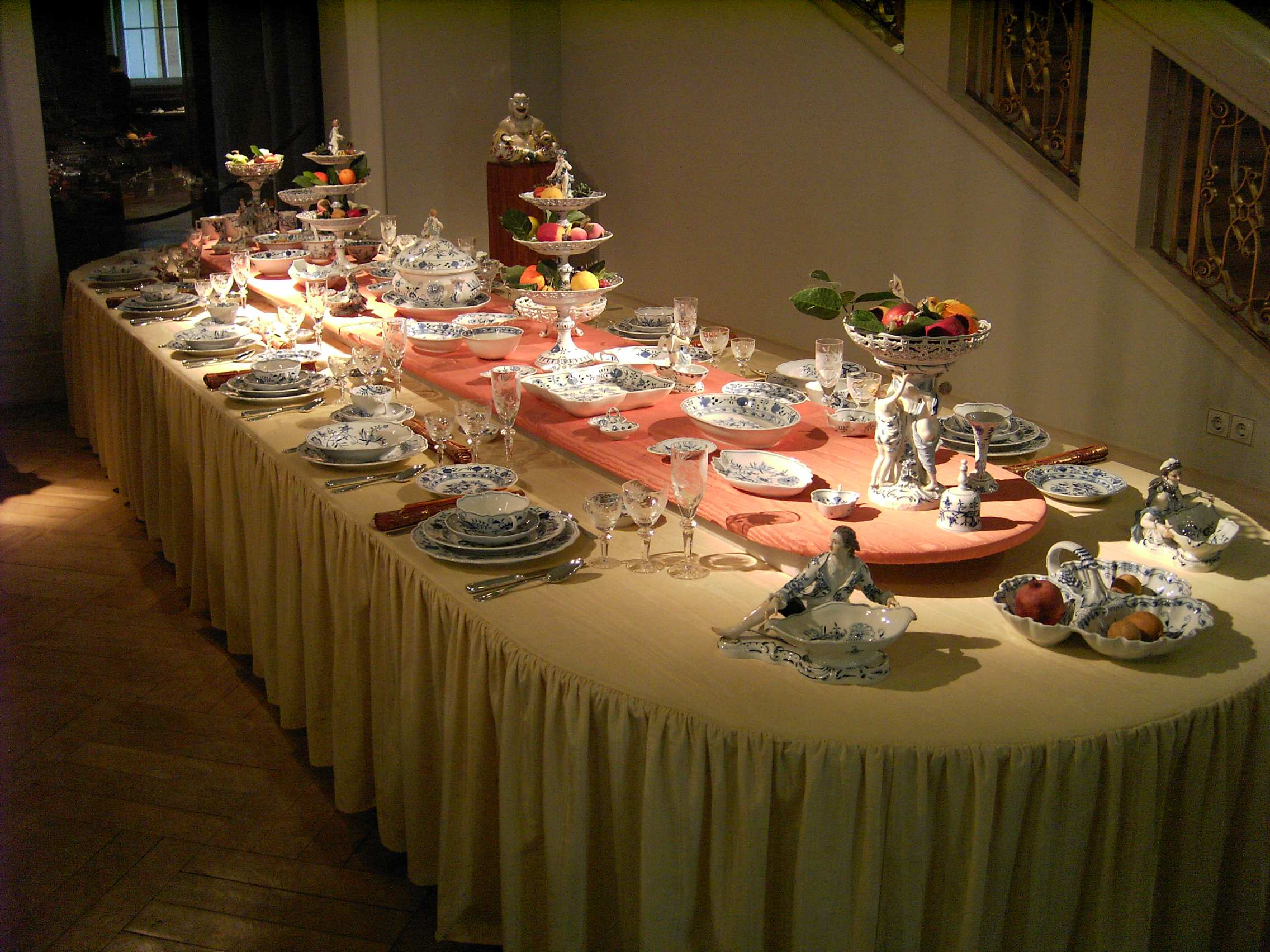
マイセンのテーブルウェア

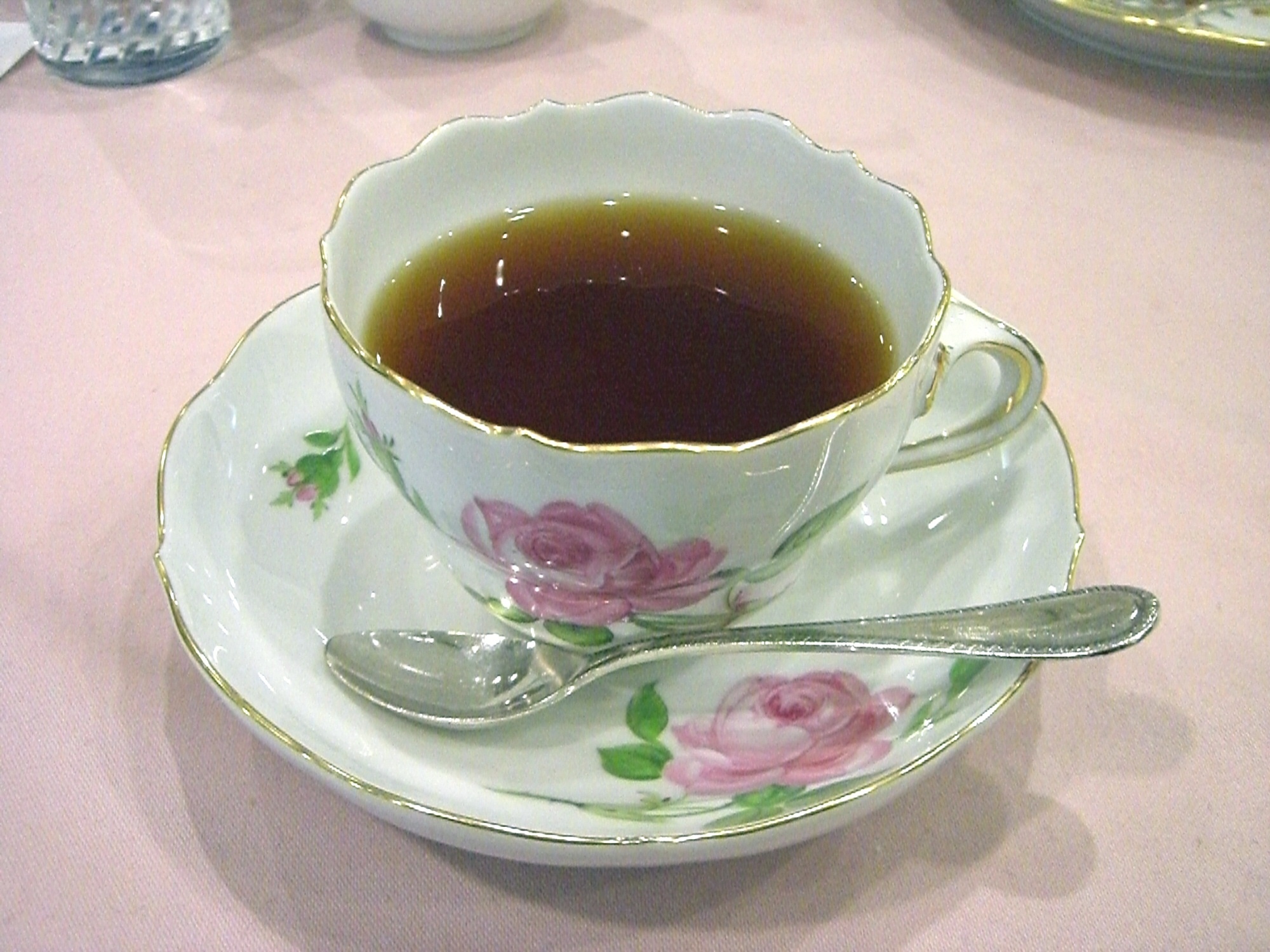
ピンクローズの紅茶茶碗

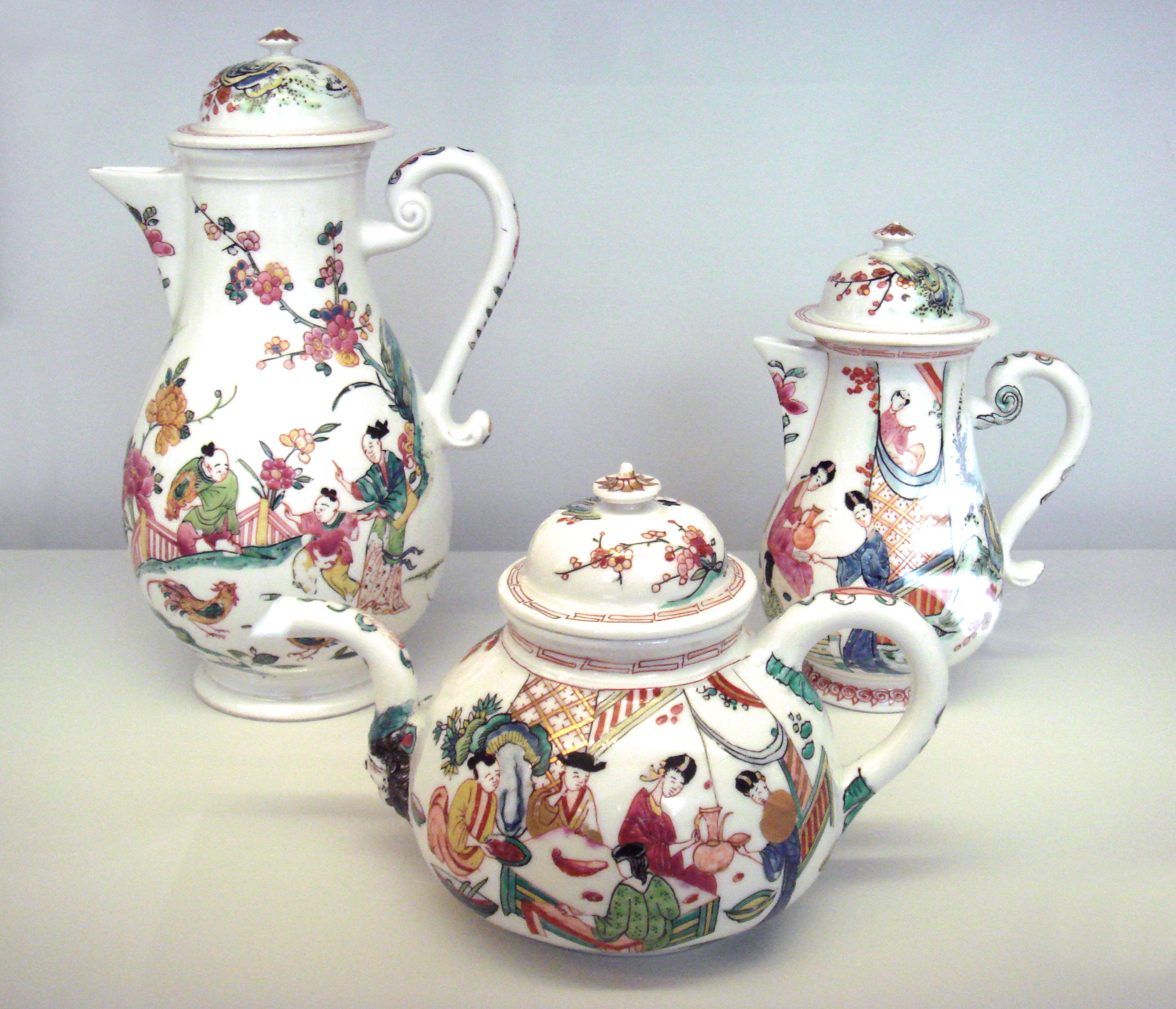
中国風のティーポット

マイセン（ドイツ語：Meißen）は、ドイツのマイセン地方で生産される磁器の呼称。名実ともに西洋白磁の頂点に君臨する名窯である。

## 誕生の経緯
東洋からもたらされた白磁は、17世紀ごろの西洋社会では憧れの芸術品であった。各国が競ってその製造開発に乗り出し、ザクセン選帝侯兼ポーランド王のアウグスト2世も錬金術師ヨハン・フリードリッヒ・ベトガーを幽閉し、白磁を作るように命じた。ベトガーは物理学者・数学者・哲学者エーレンフリート・ヴァルター・フォン・チルンハウスらの協力を得て、1709年にザクセン・フォークラント地方のアウエ鉱山のカオリンを原料とした白磁の製造に成功した。アウグスト2世はこれに大満足し、西洋磁器の歴史の幕が開けた。
翌1710年、ドレスデンに「王立ザクセン磁器工場」が設立され、硬質磁器製造の独占権が与えられた。これが現在の「国立マイセン磁器製作所」の始まりである。数か月後に磁器工場は25km離れたエルベ川沿いのマイセン地方・アルブレヒト城の内部に移され、厳重に機密が保持された。また、同年1月23日には「ザクセンでは今や東インドと同等の磁器の製造が可能になった」という布告が出ている。
なお、ベトガーは幽閉を解かれることなく、ただちに染付の複製を命じられた。しかしベトガーはこれを果たすことなく37歳で死亡した。
近年の研究では、チルンハウスは1704年に既に磁器の焼成に成功していたのではないかとも考えられている。

## マイセンの発展

マイセンのトレードマーク

マイセンはエルベ川の舟運により材料・製品の輸送が容易であり、また近辺には露天掘りでカオリンを採掘できるザイリッツ鉱山もあり（現在では坑道を掘って採掘）、この立地条件の良さが現在に至る繁栄を支えてきた。
初期のマイセンのデザインは中国の五彩磁器や日本の伊万里焼の影響を受けているが、1720年にウィーンから招かれた絵付師ヨハン・グレゴリウス・ヘロルト（1696年 - 1775年）らによってヨーロッパ的なロココ調の作品が主流になった。1764年には工場私設の芸術学校が創設され、4年間の訓練・実習と専門課程が設けられている。また、1865年に作られた国立マイセン磁器製作所では、この芸術学校の卒業生が大勢働いている。
贋作防止のため、マイセンの陶磁器には交差した2本の剣のトレードマークが1723年から用いられており、これは現在まで使われているトレードマークの中ではもっとも古くからあるものの一つである。なお、刃や鍔の傾きなどは年代によって変化している。

## 代表作
- 「ブルーオニオン」
マイセン窯草創期、中国の東洋の東洋磁器に描かれたコバルトブルーのザクロが西洋に伝わった際、西洋ではザクロが一般的ではなかったためタマネギと誤認されたことから作られた図案。上絵付釉の調合技法を開発したヨハン・ヘロルトが絵付け部門の指揮者を務めていた、1739年に完成した。1860年代に意匠登録されたが、19世紀末の財政危機の際に使用権が売却されたため、現在ではマイセンの他、フッチェンロイターやデュビ[2]でも生産される。白い陶磁器を作る技術は東アジアで開発され、ヨーロッパ人はそれを取り入れようとした。同時に中国特有の絵柄（柳、行灯を持った人、ザクロなどの縁起物）も浸透していった。現在はその模様を世界中の陶器やガラス会社が模倣するようになった。
- 「ブルーオーキッド」
- 「インドの華」
- 「柿右衛門」
- 「ドラゴン」
マイセン窯の絵付けとしては初期に確立された、シノワズリ（中国趣味）の図案による染付食器シリーズ。「柿右衛門」はその名の通り柿右衛門窯の図案の写しであり、「ドラゴン」は景徳鎮窯などから輸出された食器などに使用されていた龍の図案の写しである。
- 「ドイツの華」
ドイツで自生する草花を題材とする染付食器シリーズ。1730年代に絵付師のヨハン・クリーガーによって初めて描かれたと推定される。以後植物図鑑などに題材を求めて拡張され、テーブルウェア一式として18世紀中頃に整備された。
- 「猿の楽団」
初期のマイセン窯を代表する原型師（モデラー）であり、長くマイセン窯の造形主任を務めたヨハン・ケンドラーと同じく原型師のペーター・ライニッケの2名によって1765年に創作された一連の人形シリーズ。猿がオーケストラの楽団員に扮する、寓意に満ちた造形で知られる。（サンジュリーも参照）